# 弗洛德爾希爾斯 (密蘇里州)
弗洛德爾希爾斯（英語：Flordell Hills）是位於美國密蘇里州聖路易斯縣的城市。

## 人口
根據2020年美國人口普查的數據，弗洛德爾希爾斯的面積為0.32平方千米，皆為陸地。當地共有人口724人，而人口密度為每平方千米2,263人。